# Parafia św. Stanisława BM w Zaleszczykach
Parafia św. Stanisława BM w Zaleszczykach – parafia znajdująca się w archidiecezji lwowskiej w dekanacie Czortków, na Ukrainie.
Erygowana w 1763 staraniem właściciela miasta kasztelana krakowskiego Stanisława Poniatowskiego (1676—1762), ojca króla. Kościół murowany pw. św. Stanisława BM konsekrowany w 1816, ukończony w 1824, zamknięty przez komunistyczne władze w 1945. W czasach ZSRR służył jako magazyn nawozów i soli, stajnia oraz toaleta. Kościół zwrócono wiernym w 1992 w fatalnym stanie. Szczególnie źle na stan budynku wpłynęła przechowywana tu sól. Prowadzenie parafii przejęli księża michalici. Obecnie wspólnota katolików rzymskich w Zaleszczykach jest niewielka.